# Euplexia postmarginata
Euplexia postmarginata är en fjärilsart som beskrevs av Barend J. Lempke 1965. Euplexia postmarginata ingår i släktet Euplexia och familjen nattflyn. Inga underarter finns listade i Catalogue of Life.